# Acronicta set
Acronicta set är en fjärilsart som beskrevs av Barnes och Benjamin 1926. Acronicta set ingår i släktet Acronicta och familjen nattflyn. Inga underarter finns listade i Catalogue of Life.